# Vidrio de oro

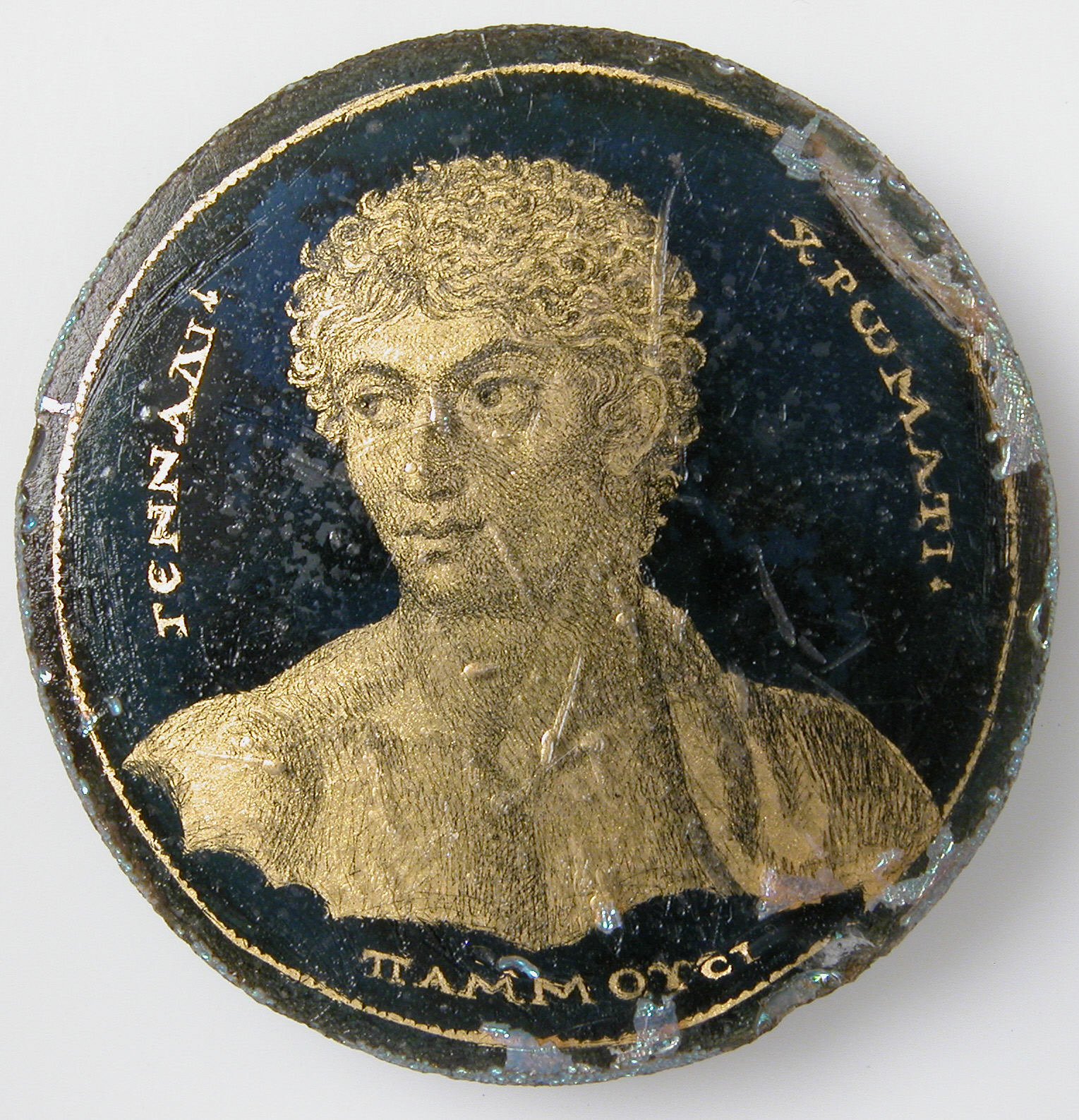
Medallón de vidrio de oro de un joven llamado Gennadios, el cual era "muy diestro en las artes musicales". Probablemente de Alejandría helenizada, Egipto, c. 250-300. Diámetro de 4.2 cm. Conservado en el Museo Metropolitano de Arte (MET)

El vidrio de oro o vidrio de pan de oro es una tipología de vidrio de lujo donde se fusiona un diseño decorativo de pan de oro entre dos capas de vidrio. A pesar de que las primeras muestras se encuentran en la Grecia helenística, es característico del vidrio romano de finales del Imperio Romano, entre los siglos III y IV , cuando el oro decoraba los bordes de copas y otros enseres. Muchas de estas piezas decoraban las paredes de las catacumbas de Roma, donde servían de hitos indicativos de los puntos donde se encontraban enterrados los cuerpos. Se han recuperado unas 500 piezas de vasos de oro que tenían esta función. Los objetos completos de este tipo son extraños. Algunos muestran imágenes religiosas cristianas, mientras que otros se centran en la religión tradicional grecolatina, con varios desarrollos en el culto, y todavía hay algunos de carácter judío. Finalmente, también hay los que muestran imágenes de sus propietarios, y los más elaborados “se encuentran entre las representaciones más realistas provenientes de las primeras comunidades cristianas. Miran al espectaador con una claridad extraordinaria y una intensidad melancòlica ". A partir del siglo I, esta técnica también fue utilizada como color dorado para la producción de mosaicos.
Hay varias técnicas que han sido descritas como "vidrio de oro". El Zwischengoldglas es muy similar, pero las capas de vidrio están pegadas, no fusionadas, se encuentran principalmente en Alemania y Bohemia entre los siglos XVIII y XIX. El Verre églomisé solo cubre una sola capa de vidrio, la cual está dorada -o recubierta con otras tipologías de capas de metal- por la parte posterior; este modelo fue realizado durante el siglo XIX. Un proceso similar se utilizó por Jean-Baptise Glomy (1711–1786), de quien le viene el nombre. Estos dos procesos también fueron utilizados durante la antigüedad, y los alemanes y los franceses a menudo utilizan sus nombres nativos para denominar al "vidrio de oro". El vaso de rubí dorado o "cranberry glass" es, en realidad, rojo, y posteriormente dorado mediante óxido de oro.

## Técnica
El proceso de creación del vidrio de oro era difícil, y requería unas grandes habilidades. Para la creación de un vidrio de finales de la época romana, se cortaba un disco pequeño, de entre siete y doce centímetros de ancho, proveniente de una esfera soplada con la parte inferior aplanada, hecho de vidrio normal o de colores. Entonces, al disco, se enganchaba una pieza de pan de oro mediante goma arábiga. El diseño se producía rascando el pan de oro. La pieza principal, un vaso o un bol, se creaba soplando y modelándola, con una parte inferior aplanada que tenía las mismas dimensiones que el primer disco. El resultado, posteriormente, era vuelto a calentar, y depositado con cuidado sobre el disco con el diseño, provocando la fusión de la parte inferiorlplana con el disco que contendía el diseño. La pieza completa era calentada por última vez para acabar de completar la fusión. Los documentos de otras épocas establecen variaciones en algunos detalles, pero el proceso era esencialmente el mismo.
Se cree que los vasos helenísticos de vidrio más grandes fueron realizados mediante moldes, en vez de soplando, puesto que estas piezas se componen de dos fragmentos, el superior y el inferior, que tienen que encajar perfectamente. Algunos de los medallones más elaborados podrían haber sido realizados directamente con este formato, mientras que otros contienen pigmentos en lugar de oro. Estos medallones, que muestran un corte muy suave, explotan el centro del vidrio como una pauta para representar retratos, mostrándose como un medio muy efectivo, superando todas las alternativas, con la excepción de los metales y piedras preciosas trabajadas. Probablemente, en un primer momento, estas producciones medallísticas se realizaban para colgarlas en casa o para utilizarlas como joyería, principalmente en los modelos más pequeños, pero también se utilizaron para funciones funerarias, a menudo con una base de vidrio azul. Hay algunos vasos romanos de Colonia de un estilo diferente, conocidos como "burbujas laterales", consistentes en un vaso con medallones de entre 2-3 centímetros fusionados en los laterales.

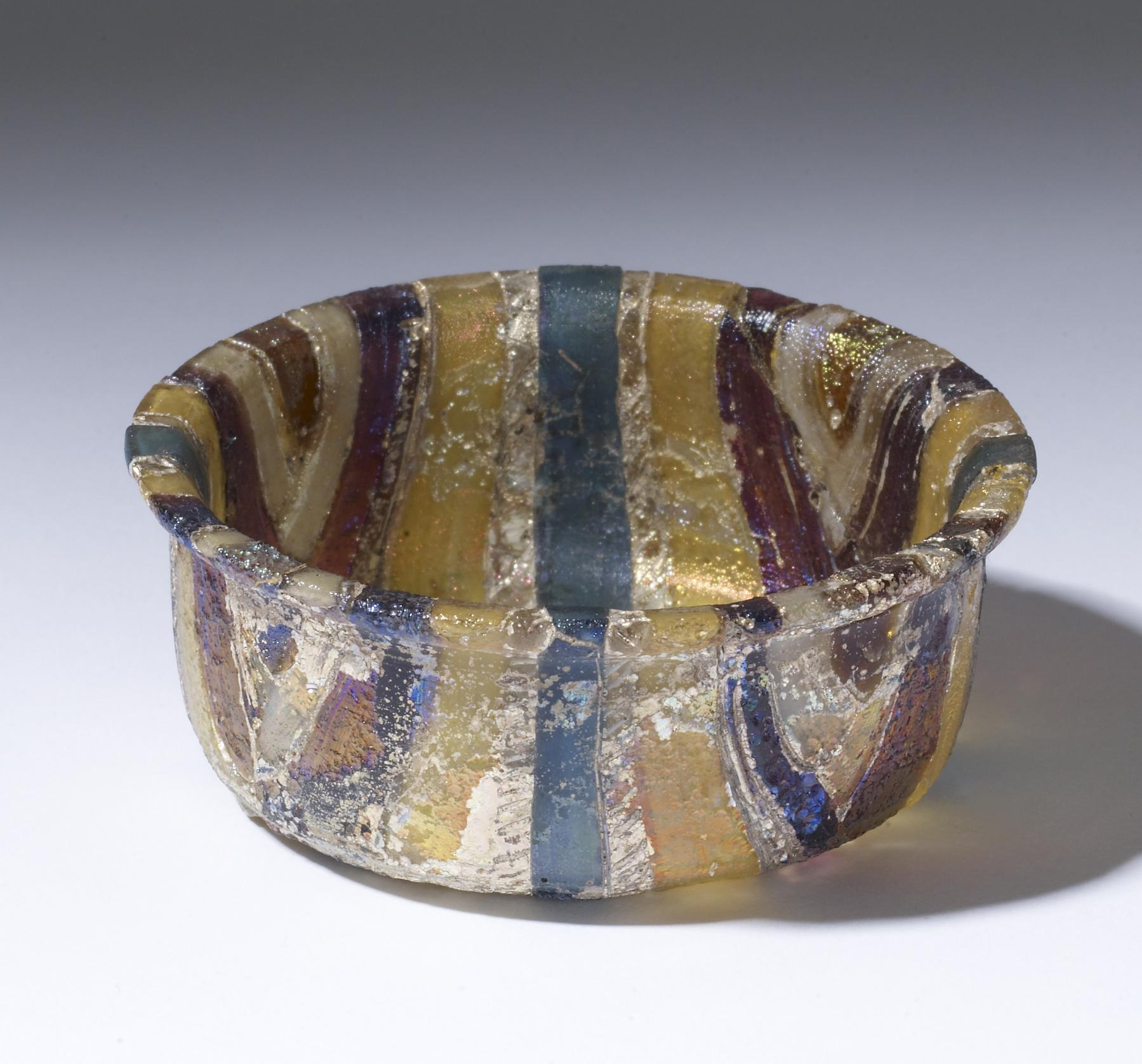
Vaso romano con vidrio de banda de oro

Además de medallones con imágenes figurativas, esta técnica de fusión también fue utilizada para crear las teselas de oro de los mosaicos.. Las teselas de vidrio de oro, como mínimo en época bizantina, tenían una capa superior muy fina de vidrio, la cual probablemente fue imprimida con la parte inferior de vidrio, que era el que tenía pegado el pan de oro. Las teselas se hacían en bloques o "pasteles", y después se cortaban en cubos, los cuales eran relativamente grandes en el caso de los que contenían un fondo de oro. Las bases de oro se situaban sobre un fondo de tierra roja o de color ocre para resaltar su efecto visual. La mayoría de los colores de las teselas parecen hechos localmente para producir el mosaico, pero hay cierta discusión sobre la veracidad de esta afirmación en las perlas de vidrio de oro. En el siglo XI, en el relativamente moderno centro cristiano de Kiev, parece que utilizaron teselas de oro hechas en Constantinopla.
Las perlas de vidrio de oro romanas se creaban utilizando un tubo o varilla interior en la cual se colocaba el pan de oro. Entonces se desplazaba un tubo más grande por sobre que hacía salir las perlas. El hecho que estas perlas romanas fueran fácilmente transportables y muy atractivas, ha provocado que se hayan encontrado ejemplos en lugares tan alejados del Imperio como en las ruinas de Wari-Bateshwar, en Bangladés, así como en otros lugares de China, Corea, Tailandia y Malasia.
El vidrio de banda de oro está relacionado con la técnica helenística y romana, donde unas franjas de pan de oro situadas entre dos capas de vidrio sin color se utilizaban como parte del efecto mármol del vidrio de ònix. Este ejemplo se encuentra principalmente en pequeñas botellas de perfume y similares.

## Marcadores funerarios

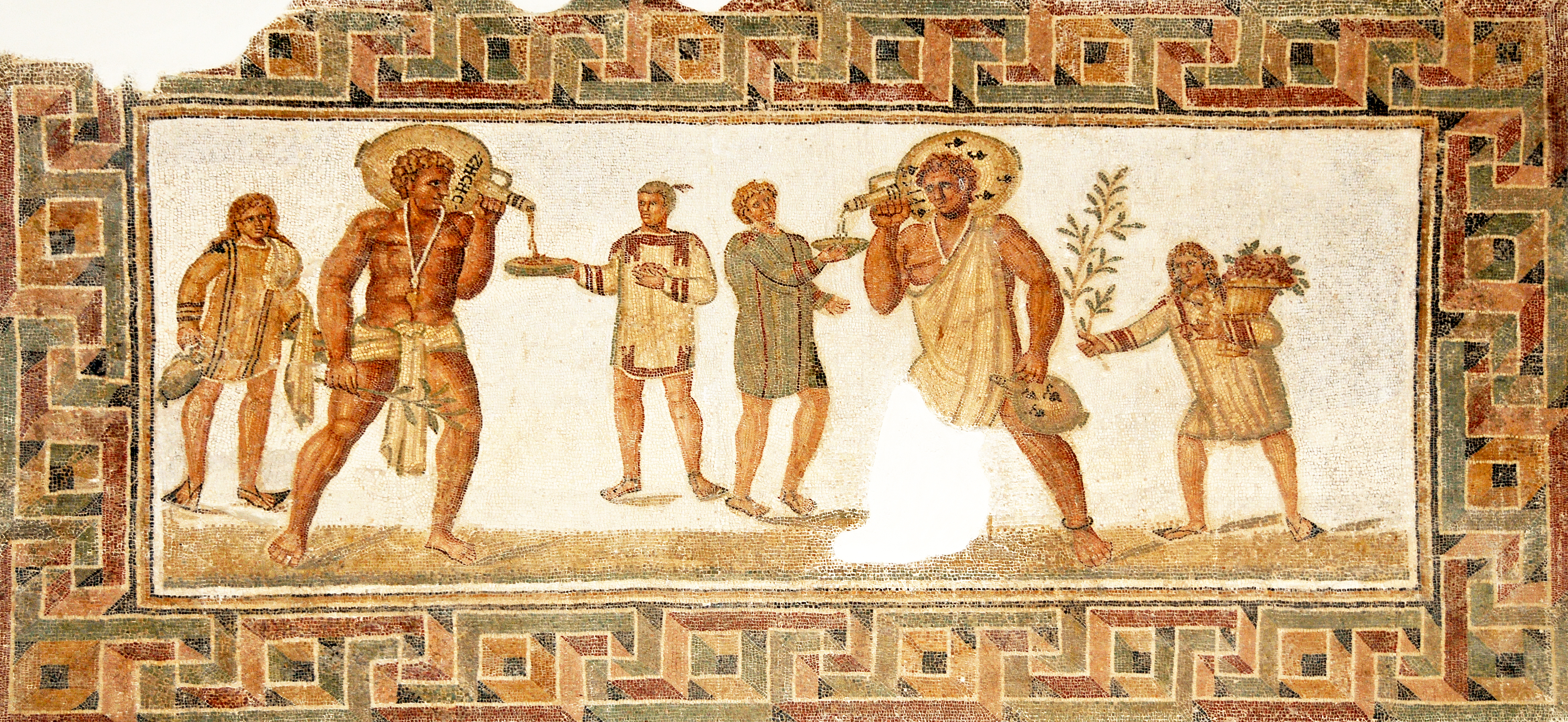
Escena de banquete de Dougga, siglo III

El ejemplo de vaso más común durante los últimos tiempos de la antigua Roma eran los boles o las copas, los que se cree que, originalmente, eran regalos familiares con motivo de casamientos, cumpleaños, celebraciones de año nuevo u otras festividades religiosas diversas, y en algunos casos con ocasión de la presentación de un nacimiento o de un bautismo cristiano. Ninguno de los ejemplos definidos como marcadores funerarios de vidrio de oro ha sobrevivido completamente, a pesar de que se conocen unas 500 muestras, pero como muchas tienen inscripciones alentando al propietario a beber, normalmente se definen como "copas" o "vasos". En un mosaico descubierto a las ruinas norteafricanas de Dougga se pueden ver dos esclavos abocando vino de un ánfora en dos boles aguantados por otros esclavos. En las dos ánforas hay inscritas las palabras "ΠΙΕ" y "ΣΗCΗC", la expresión original griega de la fórmula para brindar "pie zeses" ("Bebe, tienes que vivir") muy común en los vidrios romanos, y se ha sugerido que el mosaico muestra la forma completa que estas copas habrían tenido.

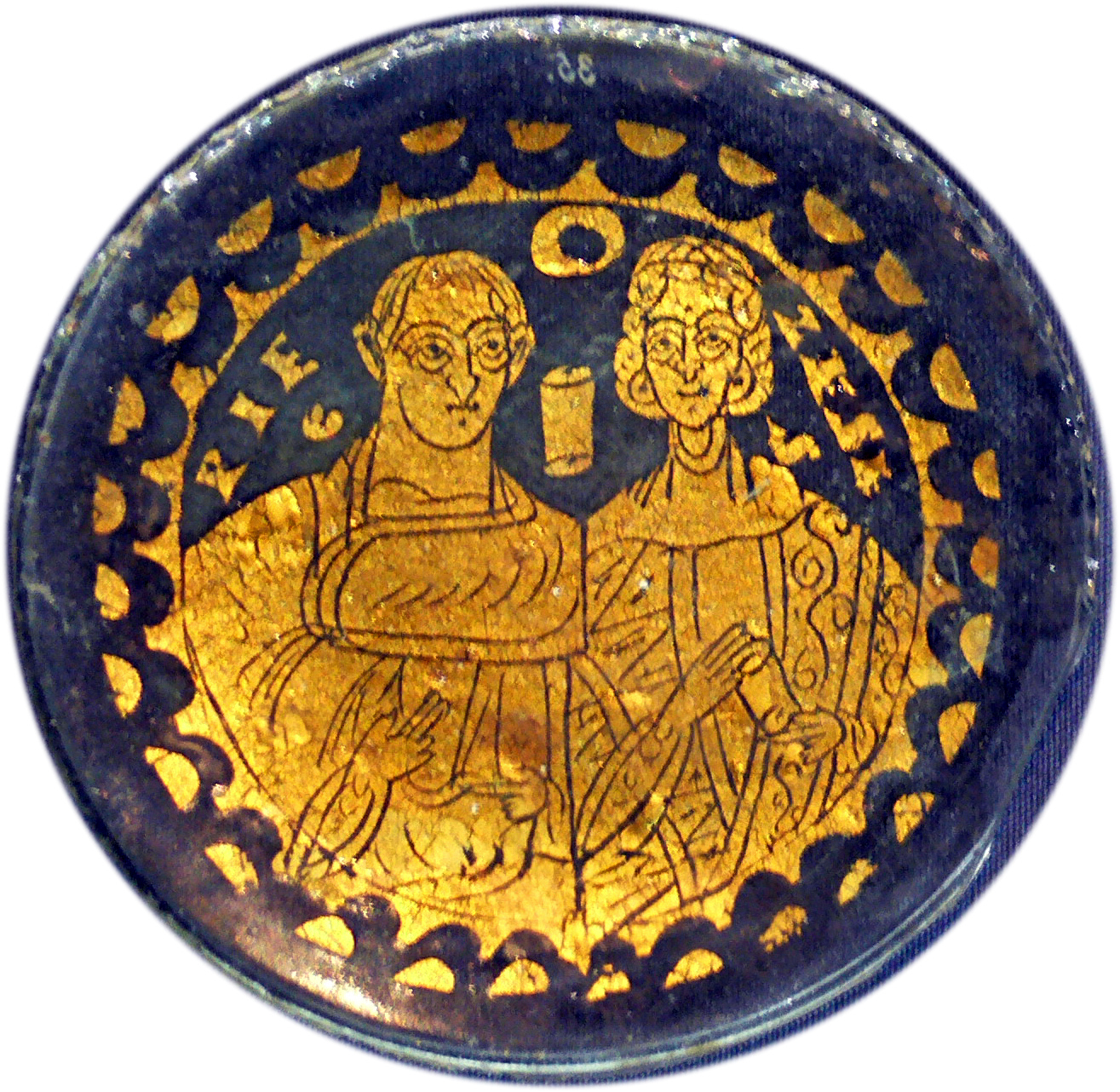
Pareja casada del, con la inscripción "PIE ZESES" ("Bebe y vive")

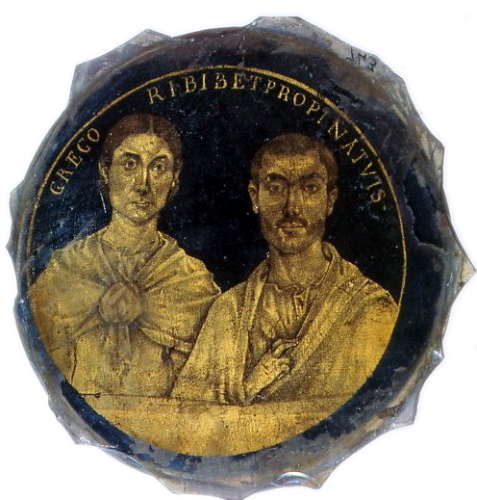
Retrato de calidad del representando una pareja

Probablemente mucho más tarde, quizás después de décadas de uso, cuando el propietario moría, los vasos simples eran apartados, mientras que los de vidrio de oro eran depositados en las catacumbas para servir como marcadores funerarios. Es probable que, en muchos casos, estos vasos ya se hubieran estropeado a lo largo de su vida útil, preservándose la parte inferior decorada para ser utilizada precisamente con ese objeto. Los cuerpos eran enterrados en las catacumbas en pequeñas cavidades llamadas loculi, situadas una sobre la otra, normalmente en corredores angostos excavados en la roca, y seguramente era necesario emplazar algún tipo de marca para que los visitantes ubicaran el emplazamiento correcto. También podrían haber servido como una especie de sello de la tumba, puesto que se enganchaban en con mortero o estuco, formando la superficie final del loculus; también se utilizaban otros objetos pequeños decorativos para hacer esta función. Es posible que actuaran como una especie de protector contra los malos espíritus, especialmente en los últimos momentos de este periodo, cuando los retratos de santos se convirtieron en los más comunes. La gran variedad decorativa de los varios ejemplos existentes puede explicarse gracias a una exhibición en el Metropolitan Museum of Art, donde un vaso se muestra todavía cómo está incrustado con restos del mortero en sus bordes. Estos bordes normalmente estaban escondidos bajo una capa de mortero, hecho que explicaría por qué estaban firmemente pegados y mantenían el vaso en su lugar.
Muchas piezas de vidrio de oro componen retratos de personas cotidianas, normalmente parejas casadas, entre los que se podría encontrar la persona muerta, mientras que otras piezas muestran retratos de figuras religiosas, santos, o también símbolos religiosos. Esta costumbre fue realizada por los cristianos, los judíos -se han identificado hasta 13 ejemplos judíos de este tipo- y romanos paganos. Las principales diferencias en el imaginario, aparte del creciente número de retratos privados, también se puede ver en las pinturas que también se encuentran a las catacumbas, así como en otros muestras del arte paleocristià, así como en su equivalente contemporáneo judío.  Mientras el arte cristiano se desarrollaba, a finales del siglo IV y durante el siglo V, sus cambios se reflejan en los temas y en el trato que se da al vidrio de oro, hasta que el uso de las catacumbas finalizó, provocando que no se hayan conservado muestras posteriores.

## Periodo helenístico

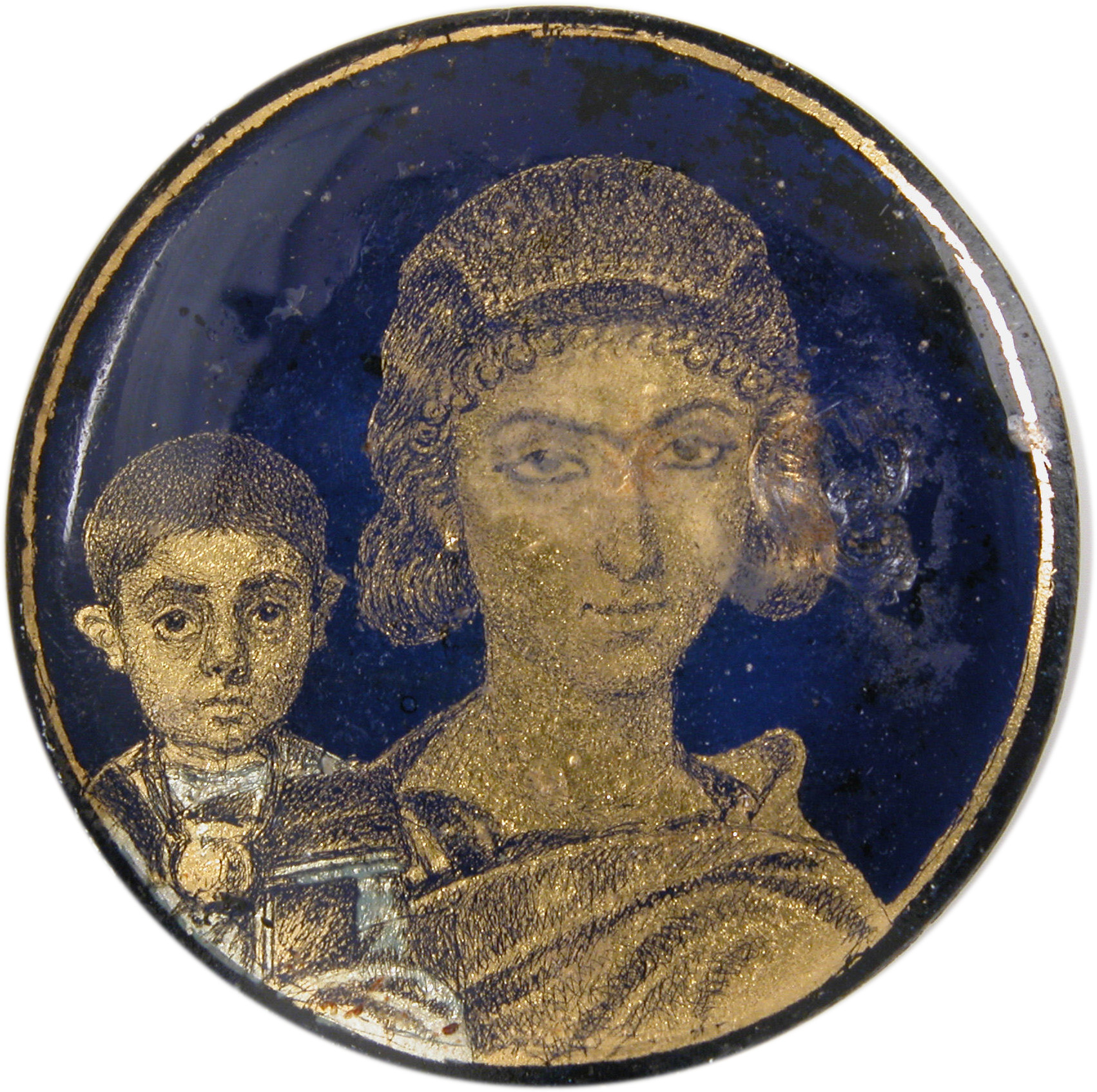
Madre e hijo, Museo Metropolitano de Arte Nueva York

Esta técnica fue utilizada durante el periodo helenístico, siendo estos ejemplos, en general, más ambiciosos técnicamente que los romanos, con boles anchos y copas decoradas en todos sus lados redondeados con vidrio de oro, y ejecutados con mucho más arte. El Museo Británico dispone de un bol casi completo -reparado- de 19,3 cm de ancho y 11,4 cm de altura, que compone una de las dos piezas descubiertas en una tumba en Canosa, en la Pulla, datado entre el 270 y el 160 a. C. La mayor parte de su interior está decorado, con mucha sutileza, con motivos de flores de lotos y acanto, mucho más típicos en el vidrio de oro de este periodo, que no las figuras humanas. Hay muchos más ejemplos como este, casi completos, así como otros muchos fragmentados. Estas piezas, normalmente, se sitúan en Alejandría, en Egipto, que es considerado a menudo como el centro de origen del vidrio de lujo helenístico, siendo mencionado como la fuente del vidrio elaborado por parte del escritor de sátiras Marcial y otras fuentes; un ejemplo parece mostrar un paisaje nilòtico, a pesar de que en aquellos tiempos este era un tema recurrente en muchos lugares. Incluso así, se han descubierto fragmentos en una excavación realizada en una fábrica de vidrio de la isla de Rodes. Una descripción datada alrededor de la década del 270 a. C. -que ha sobrevivido gracias a las obras posteriores del autor Ateneo- menciona dos vasos que son diachysa ("con oro en el interior "), y que probablemente quería decir que habían sido realizados mediante esta técnica.

## Época romana

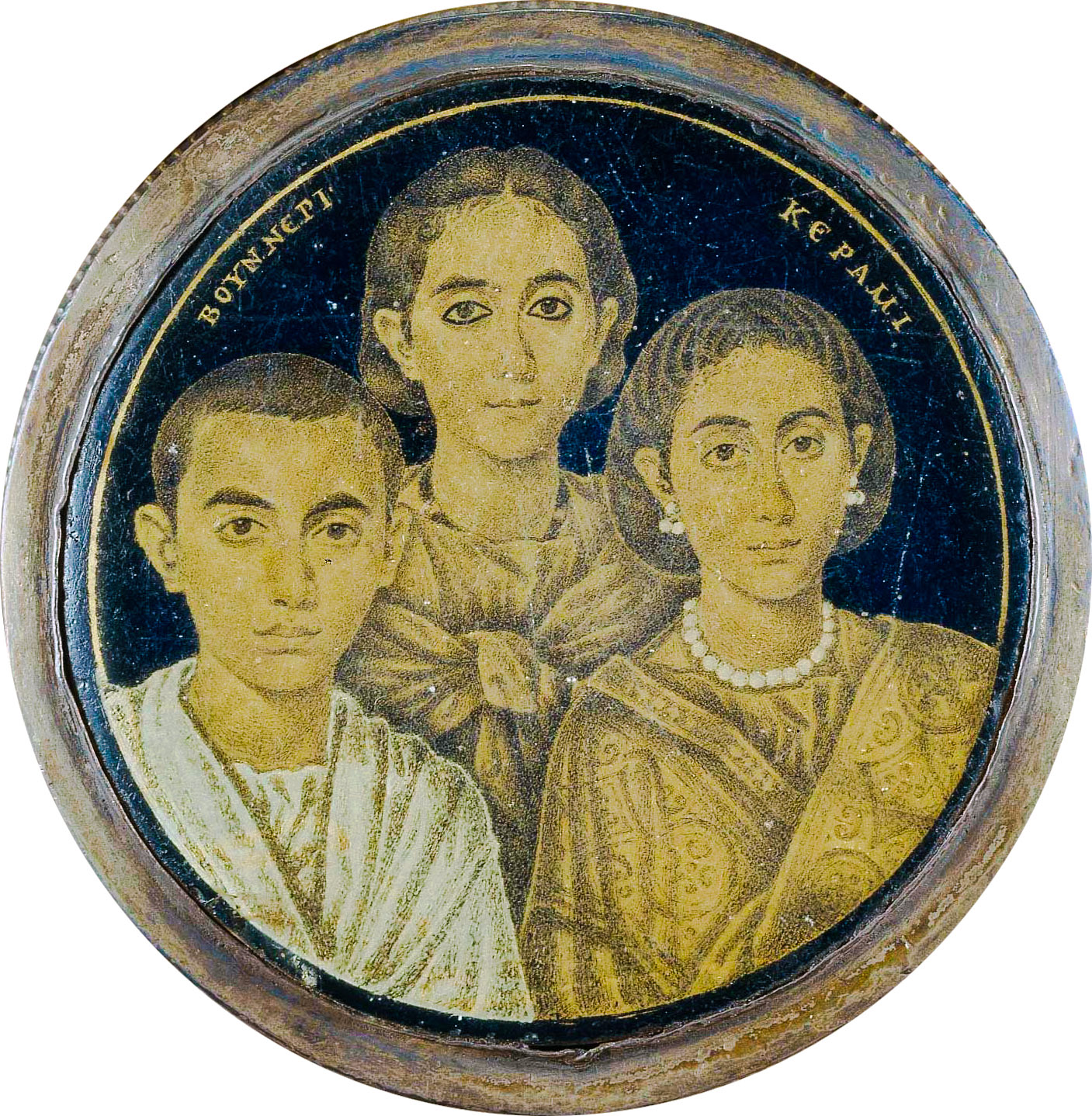
Detalle del medallón de Brescia, Museo de Santa Giulia, Alejandría, a finales del.

La decoración final de las piezas romanas se suele suponer que fueron realizadas en Roma y sus alrededores, no solo en el caso de los retratos de los residentes de allí, sino también en el de Renania alrededor de Colonia y Augusta Treverorum, moderna Trier, que era un centro para otros productos de vidrio de lujo. Alejandría se cree que fue un centro importante, y desde el análisis lingüístico de las inscripciones se ha sugerido que la técnica, y tal vez los artistas y artesanos reales, llegaron a Roma y Alemania a partir de ahí. Sin embargo, puede ser una coincidencia de la supervivencia con el otro gran conjunto de retratos de «clase media» en el período de los retratos de El Fayum de Egipto.  Aparte de Renania hay un pequeño número de vasos de la corte que se han encontrado en el norte de Italia, la moderna Hungría y Croacia.
El medallón Gennadios de Nova York, es un buen ejemplo de un retrato de Alejandría sobre vidrio azul, usando una técnica bastante más compleja y un estilo naturalista que la mayoría de otros ejemplos romanos, incluyendo la pintura en oro para crear el sombreado, y con la inscripción griega mostrando la característica del dialecto local. Tal vez fue encargado para celebrar la victoria en una competición musical. Uno de los más famosos medallones con retrato de estilo alejandrino con una inscripción en griego - egipcio, se realizó Brescia, con la creencia errónea que mostraba a la emperatriz Gala Placidia (fallecida el 450) y sus hijos;  de hecho, el nudo en el vestido de la figura central puede marcar a una devota de Isis. El retrato en el medallón de Brescia también comparte claros rasgos estilísticos con los retratos de El Fayum del Egipto romano, además de una inscripción griega en el alejandrino dialecto de Egipto. Esta es una pieza de un grupo de catorce que datan del siglo III, todos son retratos seculares individualizados de alta calidad. Sin embargo, Jás Elsner (2007) sostiene que el medallón de Brescia, probablemente representa a una familia de Alejandría ya que la inscripción es en el dialecto griego de Alejandría, tiene una serie de posibles fechas que van desde principios del siglo III a mediados de siglo V. Se encontró en un camino de Italia donde adornaba una cruz cristiana del siglo VII.
Se cree que el pequeño detalle de ejecución que muestran las piezas de este tipo únicamente puede haber sido realizado usando lentes. Los refinados medallones de Alejandría, donde quiera que se produjeran en realidad, la mayoría tienen una simple línea delgada de oro que enmarca el tema, los ejemplos romanos suelen tener una variedad de marcos más pesados, a menudo utilizando dos bordes redondos, el estilo forma parte de los esfuerzos para agruparlos por taller. El nivel del retrato es rudimentario, con las características, peinados y ropa de estilos estereotipados.

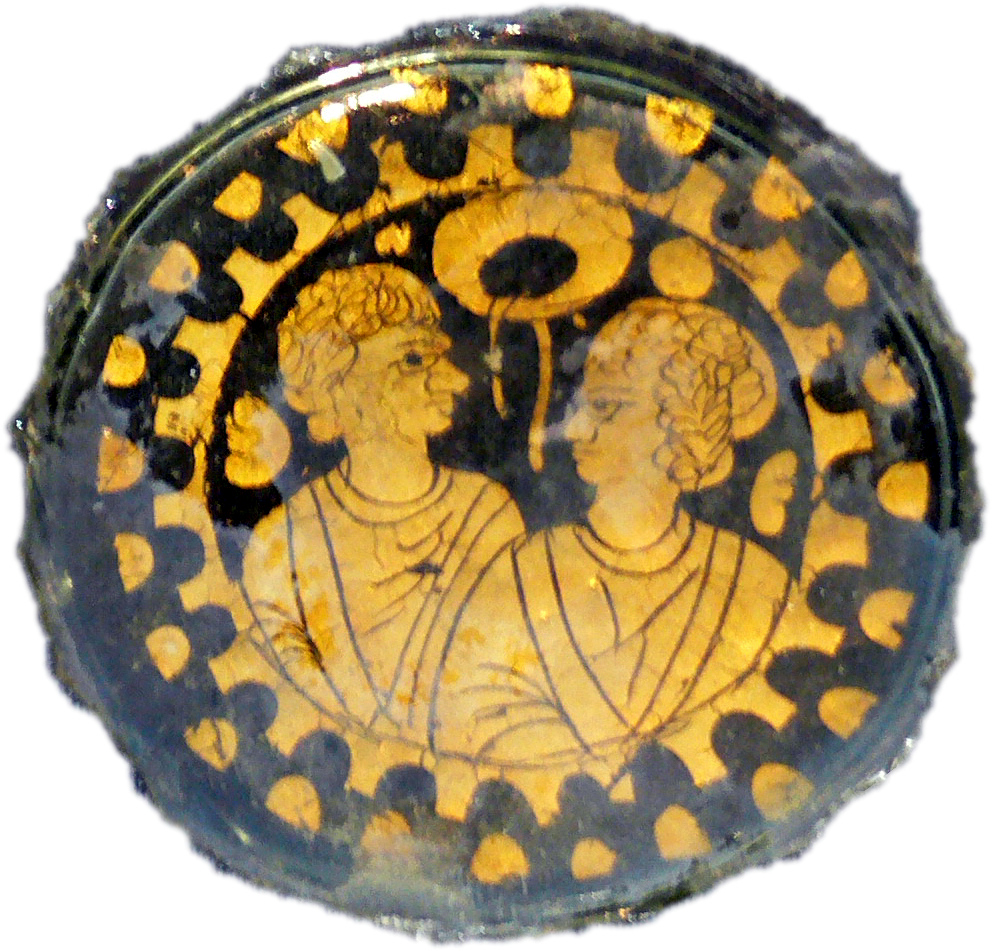
Dos santos cristianos,.

Una «plato de Alexander con escena de caza» en el Museo de Arte de Cleveland es genuina,  un ejemplo muy raro de una vasija completa decorada con cristal de oro, y proveniente de la élite superior de la sociedad romana. Es un recipiente poco profundo o placa de 25,7 cm de diámetro y 4,5 cm de alto. El círculo plano decorado en el centro toma alrededor de dos tercios de todo el diámetro. Se muestra un cazador montado con una lanza persigue a dos alces, mientras que por debajo de su caballo, un cazador a pie con un perro se enfrenta a un jabalí con una inscripción en latín «ALEXANDER HOMO FELIX PIE ZESES CUM TUIS» La identidad de «Alexander» ha sido tema de discusión, puede tratarse de un aristócrata desconocido, en lugar de Alejandro Magno o el emperador Alejandro Severo (232-235 años de mandato). El plato es quizás de un poco más tarde de su reinado y aunque fuera durante su reinado nunca podría haberse abordado simplemente como un «hombre». El brindis griego ZHCAIC dado en letras latinas como ZESES, que significa «vive!» o «que vivas», es una parte muy común de las inscripciones en el vidrio de oro, y, a veces incluso la única. Es más común que el equivalente latino VIVAS, probablemente debido a que se consideró más refinado, algo así como el moderno «buen provecho» que se utiliza en español. Dos vasos incluyen imágenes de Jesús deletrean mal ZESES como ZESUS, para lograr el juego de palabras entre un brindis y el nombre del salvador cristiano.

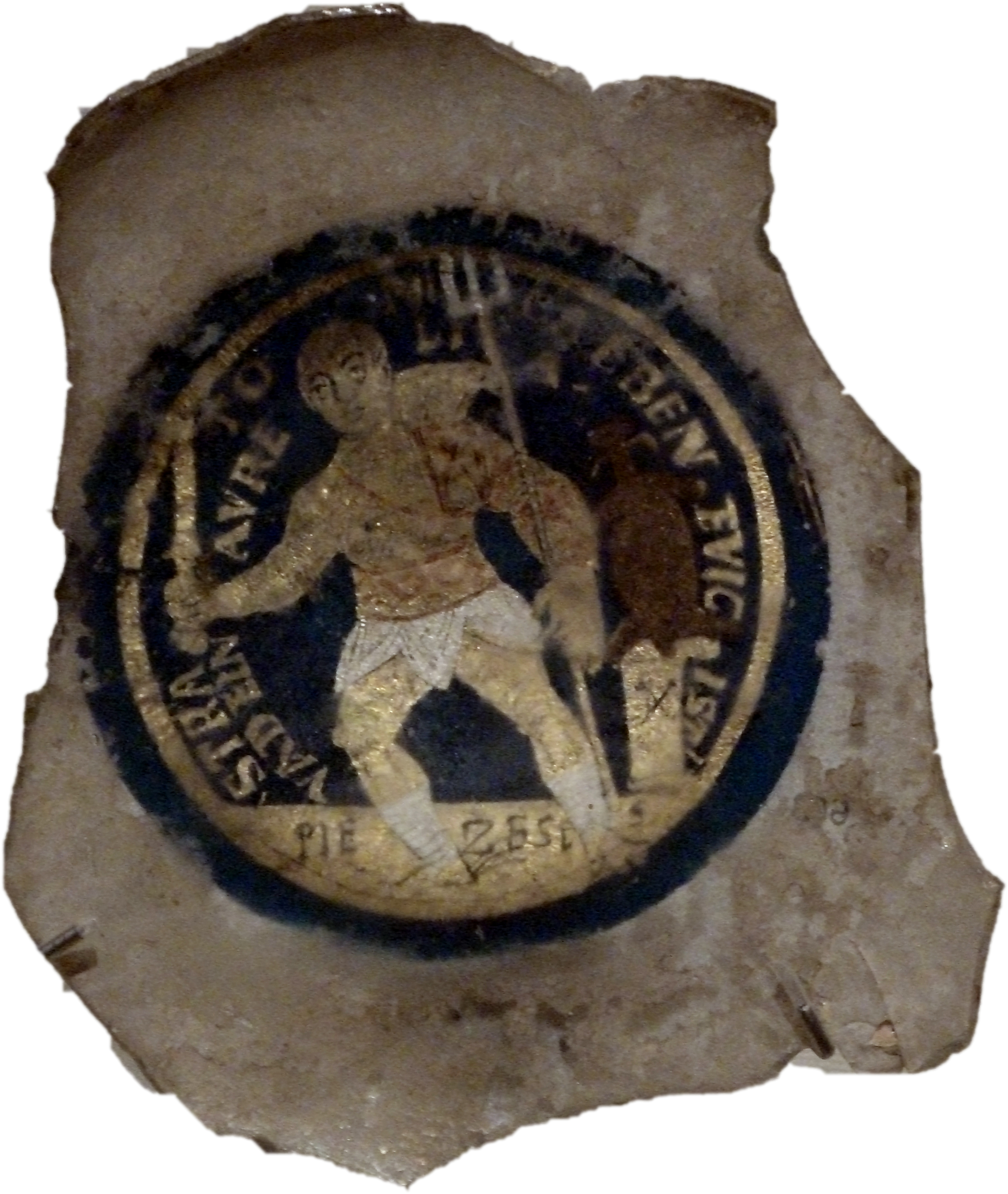
Gladiador en un vidrio de oro

Estas «bendiciones» seculares son las habituales y en los medallones hechos en copas a menudo instan al propietario a beber, incluso cuando la iconografía es religiosa. Un ejemplo judío tiene la habitual gama de símbolos y la inscripción «beba, [por lo que] pueda vivir, Elares». La boda de Caná es un tema popular cristiano, con un ejemplo de inscripción «Digno de tus amigos, que vivas en la paz de Dios, bebe». Otra frase popular es «DIGNITAS AMICORVM» o «[eres] el honor de tus amigos». La mayoría de las inscripciones se componen de nombres o expresiones convencionales, o de los dos combinados. Un ejemplo con la inscripción «DIGNITAS AMICORVM PIE ZESES VIVAS» tipifica la tendencia a agrupar las frases comunes.
En un fondo redondo de un recipiente más grande encontrado en las catacumbas de 10,8 cm de diámetro, y ahora en el Museo Ashmolean de Oxford. Tiene cinco escenas resumidas del Antiguo y Nuevo Testamento que rodean a una pareja en un marco, con los pies de las figuras exteriores hacia el círculo central. Un recipiente grande y complejo de Colonia está decorado todo con escenas cristianas y retratos imperiales, pero se supone que debido a su tamaño (grosor de 8,6 y diámetro de 11,4 cm) ninguna segunda capa de vidrio se fusionó, por lo que el oro tiene se ha perdido, aunque las formas del diseño se pueden ver. Los retratos de los hijos de Constantino I permiten una probable fecha precisa del año 326, su 25 años de reinado. Otra pieza completa es una patena de la basílica de St. Severin, Colonia, fundada en el siglo IV. Está decorado con medallones que contienen escenas del Antiguo Testamento y motivos florales. Según el Liber Pontificalis, el papa Ceferino, en el cargo desde 199 al 217, había aprobado el uso de patenas de vidrio, y de otras técnicas de vidrio que han sobrevivido. Una variante de la técnica se conoce por los vasos de Colonia que han sido llamados «gotas laterales», donde pequeños medallones de vidrio de oro con imágenes, se funden en las paredes de un vaso; uno de los pocos ejemplos se encontró en el cementerio de la basílica de St. Severin.

## Iconografía de las partes inferiores de los vasos

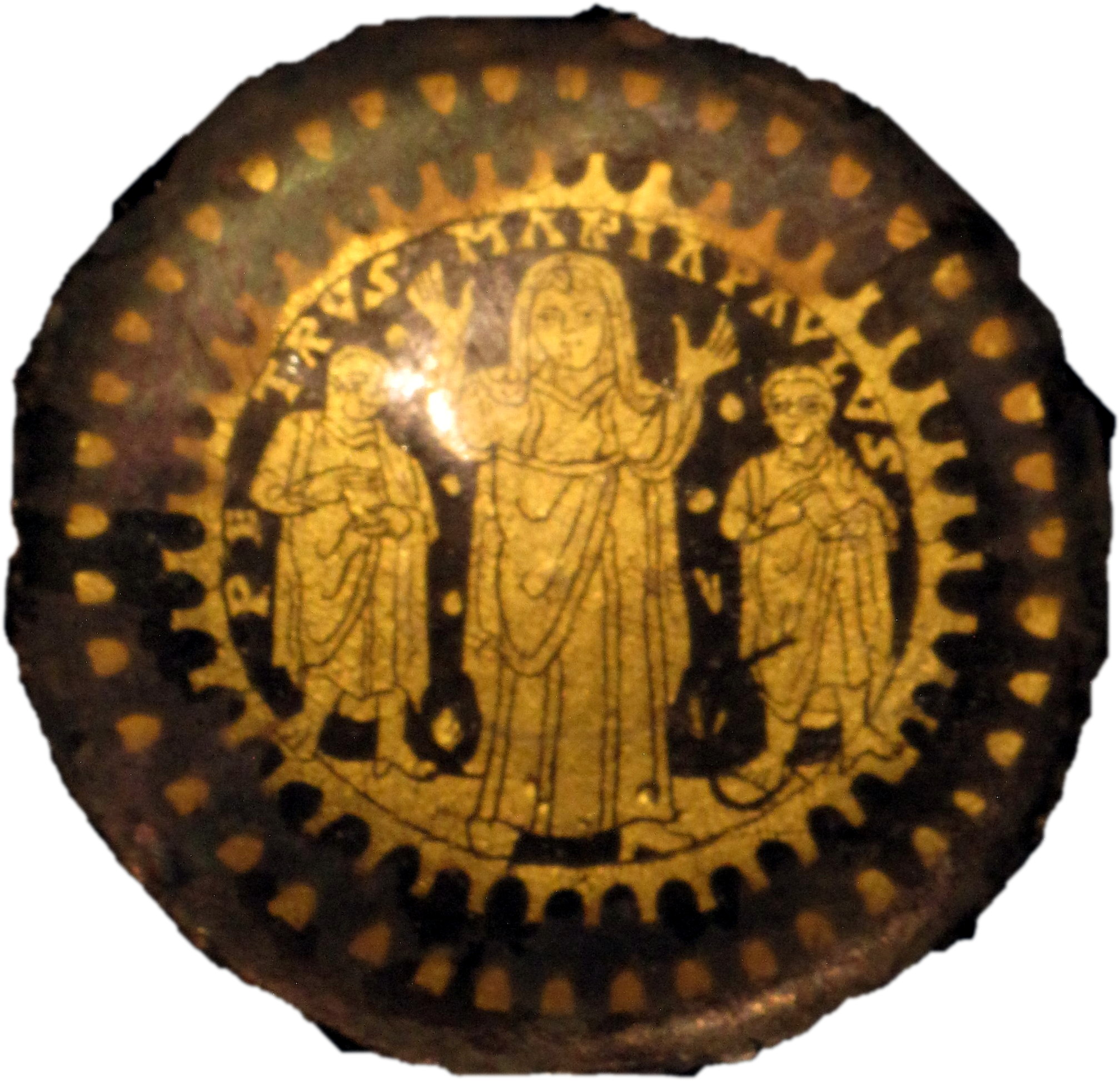
San Pedro, Virgen María en actitud orante, y San Pablo,.

Casi todos los fondos de los vasos romanos tienen imágenes de algún tipo, y alrededor del año 240 muestran también inscripciones legibles. De estos, alrededor de la mitad del número total de vasos de oro conocidos, los de retratos son los más comunes, pero hay pequeñas escenas narrativas, principalmente cristianas y algunas paganas. Los retratos de personajes sagrados cristianos son aproximadamente la mitad del corpus completo. Hay un pequeño número de representaciones de deportes, animales, guirnaldas o decoraciones similares, y un único ejemplo, con una imagen central. No hay retratos imperiales, ni escenas militares; a diferencia de tanto arte público romano los vasos se concentran en los intereses privados de los individuos. Se encuentra un única representación de la diosa Venus casi desnuda y algunas figuras de Erotes, los temas sexuales son otra ausencia notable en comparación con el resto del arte romano. La mayoría de los vasos cuentan con una sola imagen que ocupa la mayor parte del espacio dentro del borde, pero algunos tienen una serie de pequeñas escenas, por lo general dispuestas en pequeños marcos circulares alrededor de una imagen central. La mayoría de los retratos son entre busto y o mitad del cuerpo de longitud.
Cualquiera de los retratos o inscripciones que nombran personajes particulares son muy comunes, aunque otros ejemplos no tienen aspecto de personalización y tal vez fueron comprados en un mercado a un distribuidor. Los retratos de parejas casadas eran al principio más común, pero los personajes de santos fueron más numerosos hacia el final del período; ambos se combinaban a menudo.  No siempre es posible distinguir los dos con veracidad, a pesar de las inscripciones (tituli) y una tipología para usar el vestido contemporáneo para los seculares y un traje convencional para las figuras sagradas, incluso los varones, como el papa Dámaso I (mandato 366 -384). Dámaso, excepcionalmente para un clérigo contemporáneo, aparece en al menos cuatro vasos, o al menos se piensa que a quien se refieren cuando lo nombran «DAMAS».
Los santos Pedro y Pablo en conjunto son muy comunes, por lo general uno frente al otro de perfil, pero a veces forman grupo con otras figuras. Ambos fueron martirizados en Roma, y en especial fueron populares allí; otros mártires locales como Inés está representada varias veces, y de acuerdo con Lucy Grig «la romanidad de los santos representados en los vasos romanos es llamativa», cinco papas desde de los siglos III y IV están probablemente representados. Cristo se muestra en una serie de ejemplos, generalmente bien afeitado y juvenil, así como en las figuras del buen pastor que le simbolizan, o en algunos casos Orfeo o imágenes generales bucólicas. Un pequeño Cristo pueda aparecer entre las cabezas de una pareja casada, bendiciéndolos. Los orantes quizá representan el alma del propietario cuando no está identificado como un santo, y en como en las catacumbas siempre se muestran como una mujer, aparecen varias veces, y las santas y la Virgen María siempre se muestran en actitud orante.

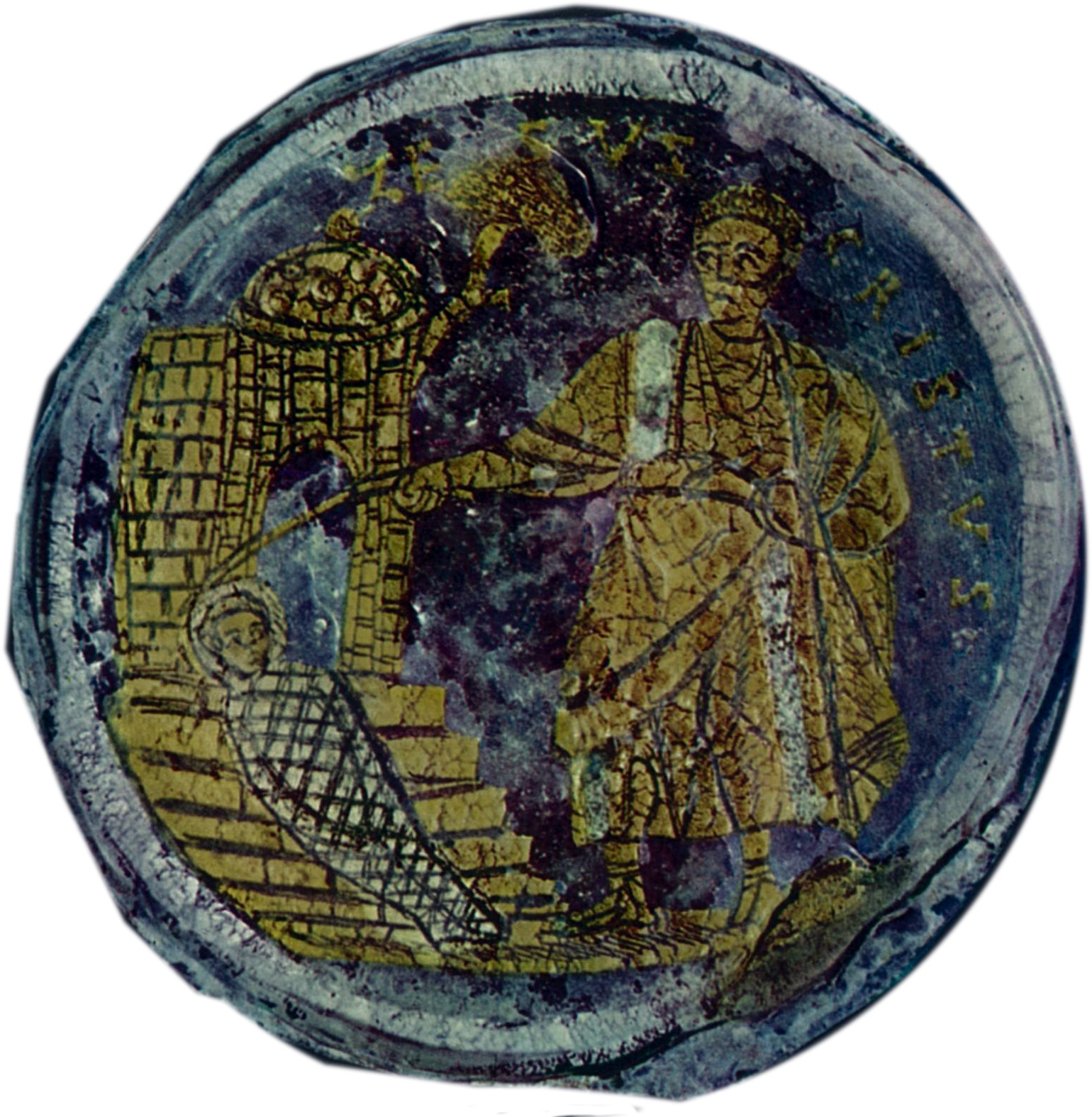
Escena cristiana de la Resurrección de Lázaro, siglo IV

Escenas narrativas del Antiguo Testamento son más comunes que los milagros de Cristo, como en las pinturas de las catacumbas, y en las mismas «representaciones abreviadas» de escenas de rasgos de liberación: la historia de Jonás, Daniel en el foso de los leones, los tres jóvenes en el horno de fuego. Las escenas más comunes del arte cristiano posterior, en torno al calendario litúrgico, son muy raras. En realidad, hay únicamente dos escenas narrativas no cristianas: un trabajo de Hércules -dos más se muestran en la tècnica de «manchas laterales»-, y uno de Aquiles, pero una serie de «retratos», al igual que con las figuras sagradas cristianas a menudo fueron combinadas con la de los propietarios de obras de vidrio de oro.
Hay un pequeño número de escenas «agonistas» o deportivas, con luchadores, boxeadores, una de gladiadores, y varios equipos de carros de carreras. Varias de ellas, al igual que otras que parecen representar la victoria en un contexto musical o dramático, tienen palmas y coronas que pudieron representar para celebrar la victoria en estos campos, como el retrato de Alejandría de Gennadios. Dos vasos idénticos con dos boxeadores y un entrenador, todos con nombres, sugieren que los vasos pudieron a veces ser ordenados en conjuntos; se especula que esto puede haber sido algo común.  Ejemplos individuales muestran a Atenea que preside construcciones navales, un par de personificaciones de Roma y Constantinopla, y figuras femeninas que representan las monetae, que a menudo se muestran en monedas. Algunas escenas tienen animales que podrían tener un significado simbólico, u objetos como volutas o guirnaldas.
Las inscripciones cortas tienden a ser similares independientemente del contenido de la imagen, con los nombres y las «fórmulas de convivencia» descritas anteriormente juntas o con predominio separado. Una implicación religiosa -como puede ser la intención en vivas o zeses por ejemplo- es relativamente rara. Los nombres están sin apellido o familia lo que conforma la dificultad de relacionarlos con los documentos que han sobrevivido, pero tres vasos posiblemente pueden estar relacionados con personas que se sabe que eran dueños potenciales, y uno pertenece a una familia, la del poeta Ausonio. Estas personas son bastante importantes, y se podría pensar que han pertenecido a las clases de personajes enterrados en sarcófagos en lugar de loculi de las catacumbas; los vasos tal vez pertenecían a «amici», clientes o personas a su cargo, o habían pasado a otros como regalos o legados por sus propietarios. Uno de cristal en el Museo Británico es inusual en varios aspectos: entre una pareja con nombre se encuentra una figura más pequeña de Hércules, y la inscripción: «ORFITVS ET CONSTANTIA EN NOMINE HERCVLS ACERENTINO FELICES BIBATIS». Esto puede representar a Memio Vitruvio Orfitus, prefecto de Roma, y su esposa. Acerentia en el sur de Italia tenía un culto local a Hércules. Para algunos historiadores Orfitus era «notorio como el autor intelectual de la propaganda ‘renacimiento pagano’ de su época».

## Vasos judíos

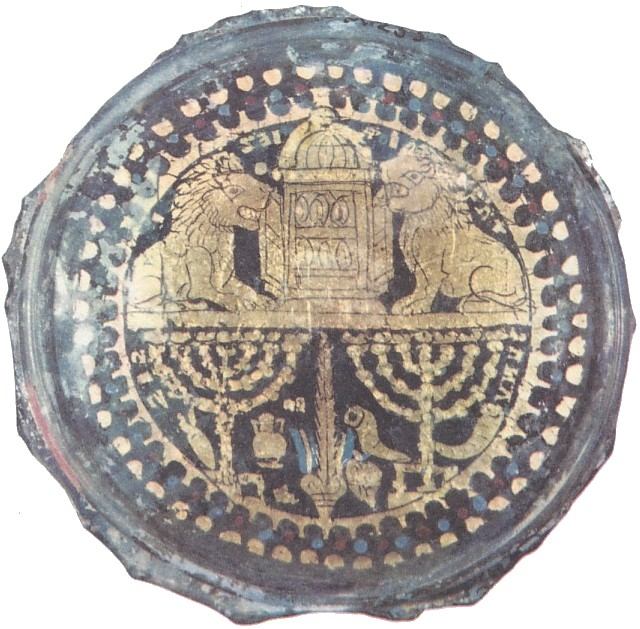
Objetos rituales judíos, Roma,.

Trece de los más de quinientos vasos conocidos romanos tardíos son identificables como judíos, pero estos se dicen que representan «el grupo más atractivo judío que se conserva desde la antigüedad». Todos ellos se cree que se han utilizado en las catacumbas romanas como marcadores funerarios, aunque, como en los ejemplos identificables para las otras religiones, exactamente el punto de localización y el contexto de la gran mayoría no está documentado. Los dos únicos de los trece, con antecedentes completos, fueron encontrados en las catacumbas cristianas, mientras que en los restos de los vasos de vidrio de oro encontrados en las catacumbas judías no tienen iconografía judía, esto puede demostrar que «algunos judíos no sentían escrúpulos en el uso de los vasos de vidrio de oro con motivos iconográficos paganos».
Las rondolas judías no presentan retratos, pero con alguna excepción, tienen una gama bastante estándar de símbolos religiosos. La disposición más común es de dos niveles, con dos leones de Judá flanqueando el arca de la Torá por la parte superior, y por debajo objetos rituales. No todos los símbolos pequeños símbolos han podido ser identificados; como alternativa, estos mismos objetos también se encuentran, todos en el nivel superior por encima de una escena de banquetes. La única excepción a tales composiciones lo que tiene se cree que es una representación del templo de Jerusalén o tal vez representa la fiesta de Purim.
La mayoría de los eruditos están seguros de que los clientes judíos utilizaban los mismos talleres como de las otras religiones, que supuestamente mantenían patrones de diseños para todas las religiones, o se les proporcionaba bocetos. Algunos de los intentos de agrupar los vasos del mismo taller se atribuyen a los vasos judíos y a los de otras religiones. Aparte del uso de símbolos en lugar de figuras humanas, los vasos judíos parecen haber sido utilizados de la misma manera que los de otros grupos religiosos, que también es característico en otras clases de artefactos judíos de Roma en este momento, en el que la comunidad judía adoptó muchos aspectos de la forma general de la vida romana. De los trece vasos conocidos, cinco tienen inscripciones que incluyen la frase «pie zeses» y dos «ánima dulcis», ambas expresiones muy comunes en las inscripciones de los cristianos como de los paganos. La frase más rara «vivas cum ...» ( "vivir con ...") también se encuentra en vasos judíos y no judíos. Parecen haber sido dados como regalos en el mismo tipo de ocasiones, y hay pruebas de que los judíos romanos compartían la costumbre general romana de entregar presentes por Año Nuevo.

## Museos
Museos de todo el mundo tienen ejemplos de fondos de los vasos romanos de vidrio de oro. La colección más grande está en los Museos Vaticanos, con las sesenta piezas de vidrio de la Antigüedad tardía en el Museo Británico es el segundo más grande. Un proyecto de investigación sobre su colección se terminó en 2010. La colección Wilshere en el Museo Ashmolean es la tercera más grande, con unas 34 piezas. El Museo del Vidrio de Corning tiene 18 ejemplos y el Museo Metropolitano de Nueva York (MET) casi la misma cantidad. El más reciente de los muchos catálogos que hay desde el siglo XVIII , es el realizado por CR Morey en 1959, con 460 vasos romanos catalogados, contra 426 en la tesis de S. Smith del 2000. El corpus sigue siendo expandido por ocasionales nuevos hallazgos.